# The Kelly Family
The Kelly Family is een van oorsprong Amerikaans-Ierse popgroep, bestaande uit het gezin Kelly. De groep is bekend van onder andere de nummers David's Song (Who'll Come with Me) (1979), I Can't Help Myself (1996) en Fell in Love with an Alien (1997). In totaal heeft de familie wereldwijd meer dan 20 miljoen albums verkocht en 48 gouden of platina albums op haar naam staan.

## Biografie
De familie verliet in 1966 de Verenigde Staten om een aantal jaar in Spanje te gaan wonen. De familie maakte hier in 1975 onder de naam "Kelly Kids" haar televisiedebuut. Hierna traden de leden in Europa op als straatmuzikanten, maar in 1976 kreeg de Family een contract aangeboden bij een Duitse platenmaatschappij. Onder beheer van Polydor maakten ze enkele albums en scoorden ze in Nederland een nummer 1-hit met David's Song (Who'll Come with Me). Dit lied was oorspronkelijk geschreven door de Franse filmcomponist Vladimir Cosma als thema voor de Duits-Engelse tv-productie David Balfour (in Nederland uitgezonden als Ontvoering), vader Kelly schreef er zelf de tekst bij. Eind jaren 70 woonde de familie Kelly in Volendam (Panamakade).
In 1982 werd het platencontract met Polydor verbroken en richtte vader Daniel het onafhankelijk platenlabel Kel-life op. Na het overlijden van hun moeder in 1982 trok de Kelly Family zich even terug. Ze traden in verschillende Europese landen als straatmuzikanten op en trokken hier steeds meer publiek mee. Vooral in Duitsland groeide de populariteit in het begin van de jaren 90 sterk. Het album Over the Hump (1994) werd daar hun grote doorbraak en stond 110 weken in de Duitse hitlijsten, waarvan 51 weken in de top 10. Nederland volgde na het album Almost Heaven (1996), dat 53 weken in de Nederlandse hitlijsten stond en de derde positie bereikte. De single I Can't Help Myself stond eind 1996 zes weken op de eerste plaats van de Nederlandse Top 40 en vijf weken op nummer 1 in de Mega Top 50.
Na het hitsucces in de jaren 90 raakte de band bij het grote publiek in de vergetelheid. Enkele leden van de Kelly Family besloten tijdelijk uit de band te gaan. In een kleinere bezetting had de Kelly Family nog wel veel succes bij haar vaste schare fans. Met een aantal gastmuzikanten werd in 2004 het album Homerun uitgebracht. In 2011 kwam de Kelly Family in een kleinere bezetting weer bij elkaar voor een nieuwe tournee met de naam Stille Nacht, waarna wegens succes van deze show nogmaals een tournee werd gehouden in 2012. Paddy, Patricia, Kathy, Paul en af en toe Joey Kelly namen deel aan deze tournee. In december 2011 werd een cd en een dvd uitgebracht met de titel Stille Nacht als afsluiting van een tournee door Duitsland.
In november 2016 werd door Angelo Kelly een grootse comeback van The Kelly Family aangekondigd. In 2017 verscheen het album We Got Love, dat in de Nederlandse hitlijsten de top twintig bereikte. In mei 2017 gaf de band drie concerten in de Westfalenhalle in Dortmund en op 2 december 2017 trad de band op in het ARD-programma Das Adventsfest, waarmee de Duitse tv traditiegetrouw de advent inluidt. In 2018 volgde een tournee waarbij ook Rotterdam en Antwerpen aangedaan werden.

## Groepssamenstelling

### Leden
- Kathleen Ann Kelly (Kathy) (1963) heeft ook een solocarrière.
- John Michael Kelly (Johnny) (1967) is getrouwd met Maite Itoiz en ze zijn tevens samen een muzikale weg ingeslagen.
- Patricia Maria Kelly (Patricia) (1969), heeft tevens een solocarrière.
- James Victor Kelly (Jimmy) (1971), heeft tevens een solocarrière.
- Joseph Maria Kelly (Joey) (1972), is tevens actief als extreem sporter.
- Michael Patrick Kelly (Paddy) (1977), is solo gegaan. Hij studeerde van 2004 tot 2010 in een klooster.

### Oud-leden
- Vader Daniel Jerome "Dan" Kelly (bekend als papa Kelly) (11 oktober 1930 - 5 augustus 2002)
- Moeder Barbara Ann Kelly (bekend als mama Kelly) (2 juni 1946 - 10 november 1982)
- Daniel Kelly (1961-2017 oudste zoon) woonde in Amerika tot aan zijn overlijden. Was nooit mee op tournee.
- Caroline Kelly (1962) speelde in de beginperiode mee (1975-1981). Tijdens de documentaire op RTL 2 heeft zij zich weer bij de familie gevoegd.
- Paul Kelly (1964), treedt weer op na een afwezigheid van twintig jaar.
- Barbara Ann Kelly (Barby) (1975-15-04-2021), heeft sinds 2002 niet meer opgetreden.
- Maite Star Kelly (Maite) (1979), is solo gegaan en heeft in de musical Hairspray gespeeld.
- Angelo Gabriel Kelly (Angelo) (1981), heeft tevens een solocarrière.

## Discografie

### Albums
| Album met eventuele hitnotering(en) in de Nederlandse Album Top 100 | Datum van verschijnen | Datum van binnenkomst | Hoogste positie | Aantal weken | Opmerkingen   |
| ------------------------------------------------------------------- | --------------------- | --------------------- | --------------- | ------------ | ------------- |
| The Kelly Family                                                    | 1979                  | -                     | -               | -            |               |
| Songs of the World (Lieder der Welt)                                | 1979                  | 26-01-1980            | 4               | 14           |               |
| Ein Vogel kann im Käfig nicht fliegen                               | 1980                  | -                     | -               | -            |               |
| Festliche Stunden bei der Kelly Family                              | 1980                  | -                     | -               | -            |               |
| Kelly Family Loves Christmas and You                                | 1980                  | -                     | -               | -            |               |
| Wonderful World                                                     | 1981                  | -                     | -               | -            |               |
| Christmas All Year                                                  | 1981                  | -                     | -               | -            |               |
| Une famille c'est une chanson                                       | 1984                  | -                     | -               | -            |               |
| Live                                                                | 1988                  | 06-06-1998            | 36              | 10           | Livealbum     |
| Keep on Singing                                                     | 1989                  | -                     | -               | -            |               |
| Botschafter in Musik                                                | 03-01-1990            | -                     | -               | -            | Verzamelalbum |
| New World                                                           | 1990                  | -                     | -               | -            |               |
| Honest Workers                                                      | 1991                  | -                     | -               | -            |               |
| Streetlife                                                          | 01-07-1992            | -                     | -               | -            | Livealbum     |
| The Very Best - Over 10 Years                                       | 01-07-1993            | -                     | -               | -            | Verzamelalbum |
| Wow                                                                 | 1993                  | -                     | -               | -            |               |
| Over the Hump                                                       | 1994                  | 07-01-1995            | 24              | 26           |               |
| Christmas for All                                                   | 1994                  | -                     | -               | -            |               |
| Almost Heaven                                                       | 25-10-1996            | 09-11-1996            | 3               | 53           |               |
| Growin' Up                                                          | 03-11-1997            | 15-11-1997            | 4               | 20           |               |
| Live, Live, Live                                                    | 26-05-1998            | -                     | -               | -            | Livealbum     |
| From Their Hearts                                                   | 02-11-1998            | 07-11-1998            | 17              | 9            |               |
| The Bonus-Tracks Album                                              | 12-07-1999            | 24-07-1999            | 31              | 7            | Verzamelalbum |
| Best of                                                             | 04-10-1999            | 16-10-1999            | 35              | 9            | Verzamelalbum |
| Best of - Vol. 2                                                    | 29-11-1999            | -                     | -               | -            | Verzamelalbum |
| La Patata                                                           | 20-04-2002            | 20-04-2002            | 16              | 5            |               |
| Homerun                                                             | 07-06-2004            | 12-06-2004            | 36              | 3            |               |
| Hope                                                                | 10-11-2005            | -                     | -               | -            | Verzamelalbum |
| We Got Love                                                         | 24-03-2017            | 01-04-2017            | 18              | 1            |               |
| We Got Love - Live                                                  | 20-10-2017            | 28-10-2017            | 60              | 1            | Livealbum     |
| We Got Love - Live at Loreley                                       | 16-11-2018            | -                     | -               | -            | Livealbum     |
| 25 Years Later                                                      | 25-10-2019            | 02-11-2019            | 40              | 1            |               |

| Album met hitnotering(en) in de Vlaamse Ultratop 200 albums | Datum van verschijnen | Datum van binnenkomst | Hoogste positie | Aantal weken | Opmerkingen |
| ----------------------------------------------------------- | --------------------- | --------------------- | --------------- | ------------ | ----------- |
| Almost heaven                                               | 25-10-1996            | 31-05-1997            | 19              | 26           |             |
| Growin' up                                                  | 03-11-1997            | 29-11-1997            | 10              | 15           |             |
| From their hearts                                           | 02-11-1998            | 14-11-1998            | 21              | 10           |             |
| Best of                                                     | 04-10-1999            | 16-10-1999            | 15(2wk)         | 9            |             |
| Best of - vol. 2                                            | 29-11-1999            | 11-12-1999            | 33              | 5            |             |
| La patata                                                   | 08-04-2002            | 27-04-2002            | 32              | 2            |             |
| We got love                                                 | 24-03-2017            | 01-04-2017            | 34              | 24           |             |
| We got love - live                                          | 20-10-2017            | 28-10-2017            | 61              | 16           |             |
| 25 Years later                                              | 25-10-2019            | 02-11-2019            | 26              | 9            |             |

### Singles
| Single met eventuele hitnotering(en) in de Nederlandse Top 40 | Datum van verschijnen | Datum van binnenkomst | Hoogste positie | Aantal weken | Opmerkingen                                 |
| ------------------------------------------------------------- | --------------------- | --------------------- | --------------- | ------------ | ------------------------------------------- |
| David's Song (Who'll Come with Me)                            | 30-11-1979            | 15-12-1979            | 2               | 9            | Nr. 1 in de Nationale Hitparade Alarmschijf |
| The Last Rose of Summer                                       | 1979                  | -                     | -               | -            | Nr. 44 in de Nationale Hitparade            |
| An Angel                                                      | 03-10-1994            | -                     | tip 9           |              | Nr. 40 in de Mega Top 50                    |
| I Can't Help Myself (I Love You, I Want You)                  | 18-07-1996            | 05-10-1996            | 1(6wk)          | 17           | Nr. 1 in de Mega Top 50 Alarmschijf         |
| Every Baby                                                    | 22-11-1996            | -                     | tip 8           | -            | Nr. 75 in de Mega Top 100                   |
| Fell in Love with an Alien                                    | 13-02-1997            | 08-03-1997            | 3               | 15           | Nr. 4 in de Mega Top 100 Alarmschijf        |
| Because It's Love                                             | 29-08-1997            | 20-09-1997            | 6               | 9            | Nr. 13 in de Mega Top 100                   |
| One More Song                                                 | 25-01-1998            | 07-02-1998            | 26              | 4            | Nr. 37 in de Mega Top 100                   |
| I Will Be Your Bride                                          | 28-09-1998            | 17-10-1998            | 14              | 5            | Nr. 17 in de Mega Top 100                   |
| Oh, It Hurts / Hooks                                          | 01-02-1999            | -                     | tip 8           | -            | Dubbele A-kant Nr. 57 in de Mega Top 100    |
| The Children of Kosovo                                        | 07-06-1999            | 26-06-1999            | 19              | 2            | Nr. 18 in de Mega Top 100                   |
| Saban's Mystic Knights of Tir Na Nog                          | 04-10-1999            | -                     | tip 3           | -            | Nr. 22 in de Mega Top 100                   |
| Mama                                                          | 08-11-1999            | 04-12-1999            | 39              | 2            | Nr. 27 in de Mega Top 100                   |
| I Wanna Kiss You                                              | 28-02-2000            | -                     | -               | -            | Nr. 37 in de Mega Top 100                   |
| What's a Matter You People                                    | 13-05-2002            | -                     | tip 19          | -            | Nr. 26 in de Mega Top 100                   |
| Mrs. Speechless                                               | 25-11-2002            | -                     | -               | -            | Nr. 53 in de Mega Top 100                   |
| Flip a Coin                                                   | 26-01-2004            | -                     | -               | -            | Nr. 40 in de Mega Top 100                   |
| Blood                                                         | 17-05-2004            | -                     | tip 8           | -            | Nr. 31 in de Single Top 100                 |

| Single met hitnotering(en) in de Vlaamse Ultratop 50 | Datum van verschijnen | Datum van binnenkomst | Hoogste positie | Aantal weken | Opmerkingen      |
| ---------------------------------------------------- | --------------------- | --------------------- | --------------- | ------------ | ---------------- |
| David's song (who'll come with me)                   | 30-11-1979            | 29-12-1979            | 3               | 9            | als Kelly Family |
| The last rose of summer                              | 03-12-1979            | 26-04-1980            | 27              | 1            | als Kelly Family |
| I can't help myself (I love you, I want you)         | 18-07-1996            | 28-12-1996            | 11              | 22           |                  |
| Fell in Love with an Alien                           | 13-02-1996            | 31-05-1997            | 30              | 13           |                  |
| Because it's love                                    | 29-08-1997            | 20-09-1997            | tip11           | -            |                  |
| I will be your bride                                 | 28-09-1998            | 24-10-1998            | tip15           | -            |                  |
| The children of Kosovo                               | 07-06-1999            | 26-06-1999            | tip17           | -            |                  |
| Nanana 2017                                          | 10-03-2017            | 01-04-2017            | tip             | -            |                  |
| Over the hump                                        | 20-09-2019            | 05-10-2019            | tip             | -            |                  |

### NPO Radio 2 Top 2000
| Nummer met noteringen in de NPO Radio 2 Top 2000 | '00 | '01  | '02  | '03  | '04  | '05  | '06  | '07  | '08  | '09  | '10-'11 | '12  | '13  | '14  |
| ------------------------------------------------ | --- | ---- | ---- | ---- | ---- | ---- | ---- | ---- | ---- | ---- | ------- | ---- | ---- | ---- |
| David's Song                                     | 435 | 1363 | 1235 | 1863 | 1640 | 1682 | 1706 | 1765 | 1641 | 1992 | -       | 1960 | 1910 | 1947 |

1. ↑  Een '-' betekent dat het nummer niet was genoteerd en een vetgedrukt getal geeft de hoogste notering aan.
2. ↑  2000 was het eerste jaar met een notering voor dit nummer.
3. ↑  Deze tabel is bijgewerkt tot en met de meest recente editie (2024).

### Dvd's
| Muziek-dvd met eventuele hitnotering(en) in de Nederlandse Muziek Dvd Top 30 | Datum van verschijnen | Datum van binnenkomst | Hoogste positie | Aantal weken | Opmerkingen |
| ---------------------------------------------------------------------------- | --------------------- | --------------------- | --------------- | ------------ | ----------- |
| We got Love - Live                                                           | 2017                  | 28-10-2017            | 5               | 21           |             |
| Tough Road                                                                   | 2017                  | 23-12-2017            | 27              | 1            |             |